# ایوان پریشیچ
ایوان پریشیچ (کرواتی: Ivan Perišić; زادهٔ ۲ فوریهٔ ۱۹۸۹) بازیکن فوتبال اهل کرواسی است که برای  باشگاه ورزشی پی‌اس‌وی آیندهوون در پست هافبک بازی می‌کند.

## افتخارات

### باشگاهی
بروسیا دورتموند
- بوندسلیگا(۱): ۱۲–۲۰۱۱
- جام حذفی فوتبال آلمان(۱): ۱۲–۲۰۱۱

وولفسبورگ
- جام حذفی فوتبال آلمان(۱): ۱۵–۲۰۱۴
- سوپر جام فوتبال آلمان(۱): ۲۰۱۵

بایرن مونیخ
- بوندسلیگا(۱): ۲۰–۲۰۱۹
- جام حذفی فوتبال آلمان(۱): ۲۰–۲۰۱۹
- لیگ قهرمانان اروپا(۱): ۲۰–۲۰۱۹

اینترمیلان
- سری آ(۱): ۲۱–۲۰۲۰
- جام حذفی فوتبال ایتالیا(۱): ۲۲–۲۰۲۱
- سوپر جام فوتبال ایتالیا(۱): ۲۰۲۱

پی‌اس‌وی آیندهوون
- لیگ برتر فوتبال هلند(۱): ۲۵–۲۰۲۴

### ملی
کرواسی
- جام جهانی فوتبال ۲۰۱۸ (نایب قهرمان) ۲۰۲۲ (سوم)

### فردی
- بهترین بازیکن لیگ برتر بلژیک: ۱۱–۲۰۱۰
- اقای گل لیگ برتر بلژیک: ۱۱–۲۰۱۰ (۲۲ گل)